# 에우겐 에크만

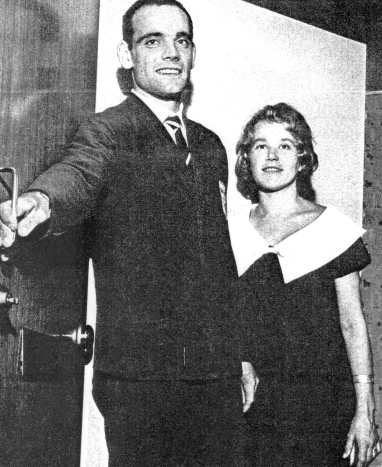
에크만과 부인인 마리아(1960년)

에우겐 예오리 오스카르 에크만(스웨덴어: Eugen Georg Oskar Ekman, 1937년 10월 27일 ~ )은 핀란드의 은퇴한 체조 선수이다. 그는 1960년과 1964년 하계 올림픽 기계체조 종목에 참가했고 1960년 올림픽에서 안마에서 금메달을 획득했다. 그는 1964년 올림픽 개막식 때 핀란드 선수단 기수를 맡았고, 그 해에 개인 종합에서 6위를 했다.

## 참조
1. ↑  핀란드[깨진 링크(과거 내용 찾기)]. sports-reference.com